# Menskirch
Menskirch település Franciaországban, Moselle megyében. Lakosainak száma 140 fő (2022. január 1.). Menskirch Bibiche, Chémery-les-Deux, Dalstein, Kemplich és Saint-François-Lacroix községekkel határos.

## Népesség
A település népességének változása:
| Lakosok száma | 84   | 97   | 133  | 160  | 144  | 142  | 140  | 139  | 137  | 140  |
|               | 1968 | 1982 | 1990 | 2006 | 2013 | 2015 | 2017 | 2019 | 2020 | 2022 |